# آپولو ۱
آپولو ۱ (به انگلیسی: Apollo 1) قسمتی از پروژهٔ آپولوی ناسا برای آماده‌سازی فرود انسان بر سطح کره ماه بود.
این مأموریت ناسا در سال ۱۹۶۷ بوقوع پیوست، و طی حادثه‌ای مرگبار که به علت اشتعال زایی مواد داخل سفینه و اکسیژن خالص آن بود هر سه فضانورد آپولو ۱ که در حال تمرین روی زمین بودند در آتش سوختند. این حادثه باعث شد ناسا تغییرات اساسی در طراحی کپسول فضاپیما بدهد.

## فضانوردان جانباخته
- راجر بی. چافی
- ادوارد هیگینز وایت
- گاس گریسوم

## نگارخانه

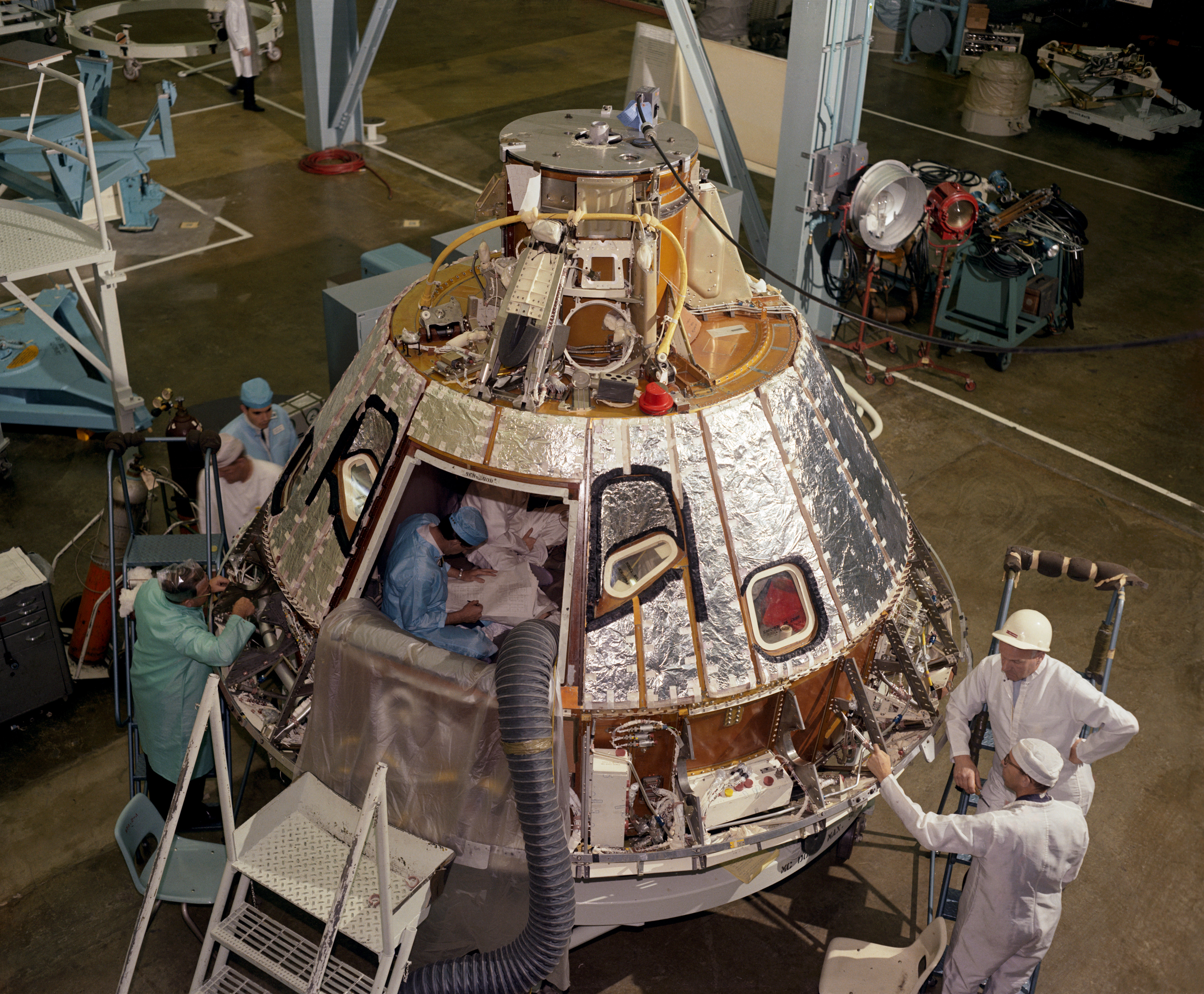
در حال معاینه فنی سفینه فرود
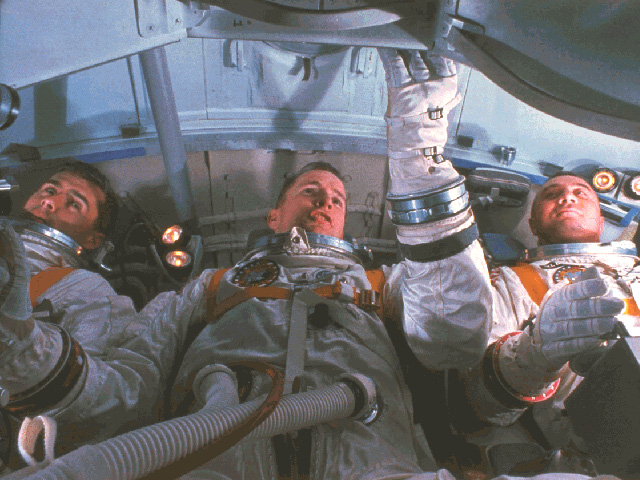
در حال تمرین
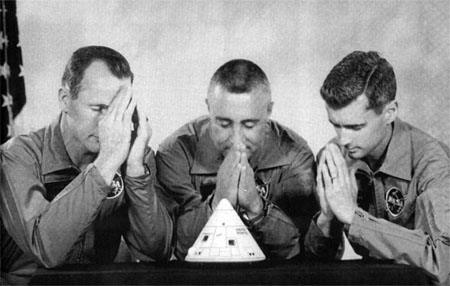
در حال دعا خواندن
صدماتی که به سفینه وارد شدصدماتی که به سفینه وارد شد